# ببر کوچک کانتون
ببر کوچک کانتون (انگلیسی: Little Tiger of Canton) یک فیلم در ژانر اکشن و رزمی است که در سال ۱۹۷۳ منتشر شد. از بازیگران آن می‌توان به جکی چان و تی‌ین فنگ اشاره کرد.